# Jan-Peter van Opheusden
Jan-Peter van Opheusden (Eindhoven, 1941) is een Nederlandse kunstenaar.
Van Opheusden studeerde aan de Academie voor Industriële Vormgeving in Eindhoven (deze is in 1997 hernoemd tot de Design Academy Eindhoven), maar hij besloot in 1978 toch om, na een periode van 15 jaar als leraar werkzaam te zijn geweest, zich te vestigen als vrij kunstenaar. Hij omarmde een scala van disciplines: schilderen, beeldhouwen en grafische technieken. Van Opheusden woont en werkt in Eindhoven.

## Werk
Zijn werk kenmerkt zich door de vrolijke, kleurige, zonnige uitstraling en is te rekenen tot de expressieve en vrij figuratieve schilderkunst. Zijn thematiek is tamelijk breed en deze komt veelal voort uit het dagelijks leven. Van Opheusden schildert huizen, portretten en stillevens. Hij heeft gekozen voor de kwast en verf om uitdrukking te geven aan de passie en gevoelens die hij voor zijn leven heeft. Soms wordt zijn stijl ook wel als volgt uitgedrukt: "uit het hart met een rechtstreekse lijn naar de geoefende hand". 
Van Opheusden ondernam studiereizen naar o.a. Frankrijk, Italië, Spanje, Turkije, Portugal, China, en Bali.
De Duitse deskundige dr. Manfred Boetzkes schreef in een uitgebreid essay: ”Jan Peter van Opheusden behoort tot een generatie van Europese en Amerikaanse kunstenaars, die de fundamentele traditie der modernen heeft herbeleefd en overtuigend heeft gerehabiliteerd, nadat die traditie enkele decennia lang was ondergesneeuwd door de dogma’s van de abstractie. Het resultaat: een onvervalst zinnelijk schilderen zonder grenzen. Hij behoort, zeker na de presentatie van zijn werk in de Parijse “Grande Arche”, tot de kunstenaars wier werk internationaal gezien en bediscussieerd wordt.”

## Exposities

#### Binnenland
Het werk van Jan-Peter van Opheusden was in diverse Nederlandse galeries te zien, met name: Amsterdam, Den Haag, Dordrecht, Helmond en Eindhoven; daarnaast zijn werken van hem opgenomen in de collecties van diverse musea.
Tevens hingen zijn werken in de Optiebeurs Amsterdam, het World Trade Center (Amsterdam), bij Nissan Nederland en bij de NMB-kantoren.

#### Buitenland
In het buitenland hing zijn werk in galeries in onder andere: Keulen, Würzburg, Hamburg, Koblenz, Gstaad, maar ook in Singapore, Los Angeles, San Francisco, Antwerpen, Tunis, op Bali en Majorca. In 1998 exposeerde hij nog in de Grande Arche in Parijs en in het bekende casino van Monaco. In 2008 exposeerde hij in Peking in het Today Art Museum en in 2009 in Die lange Nacht der Museen in Hamburg.